# Corruption (roman)
Pour les articles homonymes, voir Corruption.
Corruption (titre original : The Force) est un roman policier de Don Winslow publié en 2017 aux États-Unis puis traduit en français et publié en 2018.

## Résumé
Denny Malone est le policier le plus célèbre de New York : avec ses coéquipiers Phil Russo, Bill Montague et Billy O'Neill, ils sont le fer de lance de la Manhattan North Special Task Force, plus simplement appelée la Force, qui est, à son tour, le vaisseau amiral du département de police de New York.
Des entrepôts pleins d'héroïne et de crack, des meurtres, des vols à main armée et les pires violences domestiques et sexuelles sont le pain quotidien des membres de la Force. Durant leurs missions, il n'est pas rare qu'ils ne suivent pas à la lettre le manuel du parfait policier : avec le soutien de procureurs complices, ils contournent la loi afin de traduire en justice les criminels les plus dangereux. Mais le plus grand problème est l'enrichissement personnel des policiers, qui n'hésitent pas à conclure des accords financiers avec les dirigeants mafieux pour ne pas leur poser trop de problèmes. Ainsi, Malone et ses coéquipiers ont un accord explicite avec Lou Savino, le référent de la famille Cimino à Manhattan, dont ils reçoivent des pots-de-vin, dont une partie se retrouve ensuite dans les poches de l'inspecteur Bill McGivern, l'un des dirigeants de la police, tandis que Rafael Torres, chef d'une autre unité de la Force, est à la solde de DeVon Carter, le patron du trafic de drogue afro-américain à Harlem. Torres et Malone sont donc en désaccord lorsque ce dernier, sur le mandat du capitaine Sykes, qui dirige la Manhattan North Special Force et qui est apparemment un policier rigoureux et incorruptible, interrompt un approvisionnement illégal d'armes destinées à Carter, qui avait l'intention de déclencher une guerre contre le cartel dominicain émergent de Carlos Castillo.
Castillo est le cousin et successeur de Diego Peňa, un narcotrafiquant qui avait été assassiné quelques mois plus tôt par Malone et son unité lors d'une saisie d'héroïne au cours de laquelle Billy O'Neill avait été tué,. Même l'affaire Peňa, une saisie d'héroïne de cinquante kilos qui avait représenté un record et fait monter en flèche la popularité de la Force, avait son côté sombre : il y avait en fait cent kilos d'héroïne dans l'entrepôt, Malone, Russo et Montague en avaient gardé cinquante, ainsi que deux millions de dollars en liquide. Les policiers avaient pour plan de mettre cette drogue sur le marché via la famille Ciminoafin d'assurer un avenir idyllique à leurs familles ou disposer d'un fonds d'urgence en cas de procédures judiciaires à leur encontre.
Malone commence à soupçonner que sa période « roi du nord de Manhattan », craint et respecté de tous, touche à sa fin lorsque, sur une période de quelques jours, Lou Savino, DeVon Carter et son collègue Torres évoquent avec malveillance les kilos d'héroïne manquants lors de la saisie record de l'héroïne de Peňa.
Ses craintes se matérialisent une nuit peu après Noël, lorsqu'il est arrêté par deux agents fédéraux, O'Dell et Weintraub, qui collaborent avec Isobel Paz, le procureur fédéral du sud de New York. Ils lui font écouter un enregistrement vidéo dans lequel on le voit recevoir un pot-de-vin d'un avocat de la défense à qui il a procuré un client et ils lui proposent deux solutions : la prison pour lui et, bientôt, aussi pour Russo et Montague ou une pleine collaboration avec l'enquête en cours visant à démasquer le réseau de corruption existant entre les avocats de la défense et les policiers. Malone, bien que détestant l'idée de devenir un indic, commence à collaborer précisément pour défendre ses deux partenaires et amis fraternels. Mais il découvre bientôt que l'enquête vise précisément le cœur de la Force et que les investigations de Paz ne sont guidées que par son ambition politique : elle défend en fait le maire de New York, qui est en conflit ouvert avec le chef de la police, et vise à lui succéder après son départ déjà programmé afin d'entamer une carrière politique nationale.
Alors que Malone voit tout son monde s'écrouler au moment où Castillo, qui a juré de venger le meurtre de Peňa, est sur le point de déverser les cinquante kilos d'héroïne de Malone dans les rues de Harlem, la ville de New York est confrontée à de grandes émeutes après qu'un grand jury ait déclaré innocent un officier de police nommé Hayes qui avait tué Michael Bennett, un garçon noir non armé et ne faisant l'objet d'aucune poursuite pénale, lors d'une intervention policière.
À l'heure du danger maximal pour la ville, les puissants ont encore besoin de Danny Malone, qui fixe le prix de sa dernière collaboration.

## Éditions
- The Force, William Morrow and Company (en), 20 juin 2017, 496 p.  (ISBN 978-0-06-266441-9)
- Corruption, HarperCollins, coll. « Noir », 7 novembre 2018, trad. Jean Esch, 592 p.  (ISBN 979-10-339-0189-1)
- Corruption, HarperCollins, coll. « Poche » no 99, 16 octobre 2019, trad. Jean Esch, 560 p.  (ISBN 979-10-339-0433-5)